# Billesholms GIF
Billesholms Gymnastik och Idrottsförening, bildad 19 september 1919, är en idrottsförening i Billesholm två mil utanför Helsingborg, som bedriver fotboll och gymnastik. Föreningen har även haft bordtennis på programmet under vissa perioder. 
Billesholms GIF har under säsongerna 2009 och 2010 varit lite av ett jojjo-lag och pendlat mellan div.5-6 till att slutligen vara i div.7 2010 (första gången i klubbens historia). Billesholms GIF är numera placerade i Division 4 i Skåne. Säsongen 2017 fortsätter 2016 års framgångsrika tränare Torbjörn Johnsson som ansvarig.

## Historiska årtal
- 1919 - Föreningen bildas den 19 september 1919.
- 1938 - Idrottsplatsen invigs av H.K.H. Prins Gustav Adolf
- 1938 - Första matchen spelas på IP mot Helsingborgs IF inför 3160 åskådare.
- 1959 - Billesholm gör sin första säsong i näst högsta serien.
- 1959 - Publikrekord 3785 mot Landskrona BoIS i näst högsta serien.
- 1959 - Första och enda gången fanns Billesholms GIF med på stryktipset och skrällde.
- 1981 - Billesholms första Cykel GP arrangeras.
- 1988 - Match mot Charlton Athletic, matchen slutade 1 - 1.
- 2008 - Billecupen för killar spelas för första gången.

2017 - återigen i division 4.

## Rivaler
- Ekeby GIF (Skromberga GIF)
- Bjuvstorps FF (Bjuvs IF)
- Gunnarstorps IF Före detta "storlaget" har även varit en lokalrival genom tiderna fram tills man slogs ihop med Bjuvs if och bildade Bjuvstorps FF.

## Kända spelare
- Otto Nordin 330 matcher, och 415 mål. Har även spelat i Helsingsborgs IF under 2 sejourer och en sejour i IF Heimer.
- Arne Axelsson brorson till Nils Axelsson, spelande tränare. Spelade med Billesholm i näst högsta serien.
- Erik Grankvist Blev uttagen till USA:s OS trupp i Amsterdam 1928.
- Dan Jeppsson Spelande tränare. Förde Billesholms GIF till de "högre" divisionerna.
- Lars "Sunny" Nilsson Flest spelade matcher i Billesholms GIF, 793.